# Alejandro Díaz Bialet
Alejandro Díaz Bialet était un homme politique argentin. Nommé au début des années 1970 au Conseil supérieur du Mouvement justicialiste (péroniste), il fut président du Sénat après les élections de mars 1973. En tant que tel, il aurait dû devenir président par intérim à la suite de la démission, le 13 juillet 1973, d'Héctor Cámpora, mais fut écarté, n'appartenant pas au cercle intime du général Perón. Ainsi, il s'envola la veille pour le Brésil, puis l'Europe, sous le prétexte de représenter l'Argentine à la IVe conférence des pays non-alignés, qui n'eut lieu que le 29 août 1973 à Alger. Il fut alors remplacé en tant que président du Sénat par Ítalo Luder, tandis que Raúl Lastiri, président de la Chambre des députés et beau-frère de José López Rega, assumait la présidence.